# Лысково (городское поселение)
Городское поселение город Лысково — муниципальное образование в Лысковском районе Нижегородской области. Административный центр — город Лысково.

## История
Городское поселение город Лысково образовано Законом Нижегородской области от 15 июня 2004 года № 60-З «О наделении муниципальных образований — городов, рабочих посёлков и сельсоветов Нижегородской области статусом городского, сельского поселения», установлены статус и границы муниципального образования.

## Население
| 2002    | 2008    | 2009    | 2010    | 2011    | 2012    | 2013    |
| ------- | ------- | ------- | ------- | ------- | ------- | ------- |
| 24 147  | ↘22 759 | ↘22 570 | ↘22 165 | ↘22 120 | ↘21 961 | ↘21 832 |
| 2014    | 2015    | 2016    | 2017    | 2018    | 2019    | 2020    |
| ↘21 701 | ↗21 714 | ↘21 623 | ↘21 612 | ↗21 633 | ↘21 480 | ↘21 358 |

## Состав городского поселения
| № | Населённый пункт | Тип населённого пункта        | Население |
| - | ---------------- | ----------------------------- | --------- |
| 1 | Головково        | деревня                       | ↘295      |
| 2 | Лысково          | город, административный центр | ↗21 657   |